# Conscription dans l'Empire ottoman

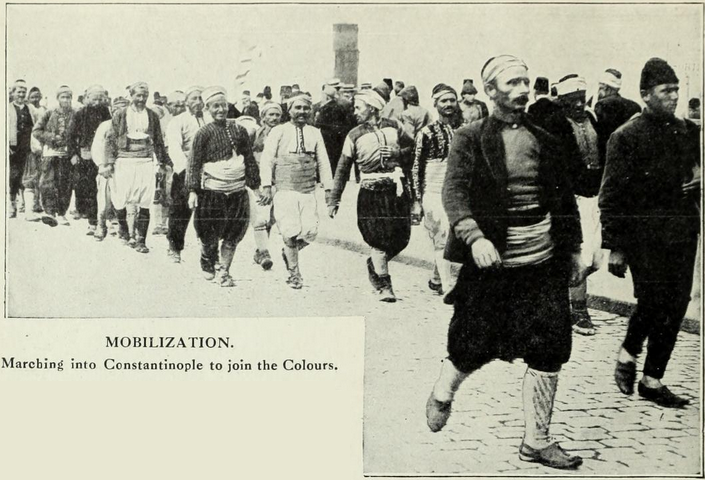
Conscrits ottomans à Istanbul lors de la Première Guerre mondiale.

Cet article définit la conscription dans l'Empire ottoman de 1839 à 1918.

## Historique

### À partir de 1839

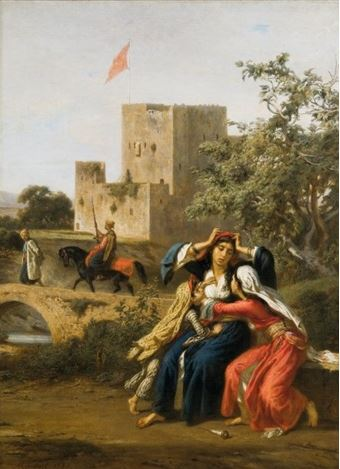
La conscription en Syrie ottomane, toile d'Antoine-Alphonse Montfort (1802-1884).

En 1839, le système de conscription fut introduit dans l'armée ottomane par le Hatt-i Sharif. Ainsi, pour chaque ville, quartier et village, un nombre précis de conscrits entièrement équipés devait se présenter au bureau de recrutement. Cette nouvelle force de fantassins irréguliers fut appelée Azab, bien que ce nom ait différentes significations dans l'histoire militaire ottomane. Leur principal rôle était d'approvisionner le front, creuser des routes, ériger des ponts. Ils ne furent qu'en de rares occasions utilisés comme chair à canon, afin de ralentir l'avancée de l'ennemi. Une branche de ces Azab étaient les Bachi-bouzouk (en turc : başıbozuk). Ces derniers étaient spécialisés dans le corps à corps et étaient parfois montés. Ils sont devenus célèbres pour leur brutalité et leur indiscipline, étant recrutés parmi les sans-abri, les vagabonds et les criminels.

### À partir de 1909
Avec la révolution des Jeunes-Turcs, une nouvelle loi sur la conscription militaire a été promue par le ministère de la Guerre en octobre 1908. Ce projet comprenait l'accomplissement du service militaire obligatoire pour tous les sujets musulmans de l'Empire âgés entre et vingt et quarante-cinq ans.
En juillet 1909 la loi passe, s'étendant cette fois-ci à tous les habitants de l'Empire. Elle fut d'abord contestée par les étudiants musulmans dans les médersas qui ne pouvaient plus suivre leurs examens. Une opposition est également venue des populations non-musulmanes. Les communautés grecque, arménienne et bulgare ont d'abord été en accord avec ce service militaire, sur le papier, mais dans la pratique, elles ont voulu avoir des structures séparées et des uniformes différents. De même que les Bulgares non-musulmans refusèrent de servir dans les provinces orientales de l'Empire. Ces pratiques étaient contraire au principe d'ottomanisme mis en place par le gouvernement, qui ne pouvait accepter qu'une partie de l'armée refuse d'aller au combat pour des raisons ethniques. Une armée s'appuyant sur une base nationaliste ou religieuse ne pouvait que favoriser l'éveil du nationalisme sous l'Empire ottoman.
En octobre 1909, le gouvernement ordonna le recrutement de conscrits sans tenir compte de la religion. Avec les guerres balkaniques, de 1912 à 1913, de nombreux hommes grecs chrétiens ont profité de leurs
rapports avec d'autres Grecs vivant au royaume de Grèce afin d'échapper à la conscription et rejoindre ce qu'ils considéraient comme leur véritable patrie.

### À partir de la Première Guerre mondiale
Le 12 mai 1914, l'Empire ottoman établit une nouvelle loi de recrutement, baissant l'âge de conscription de 20 à 18 ans et supprimant le système de remplacement. Aussi, le temps du service a été allongé, 2 ans pour l'infanterie, 3 ans pour les autres branches de l'armée, et 5 ans pour la Marine. Ces mesures sont restées en grande partie théoriques, car l'Empire ne pouvait mobiliser que 70 000 conscrits, soit 35 % de sa population, alors que ce chiffre s’élevait à 75 % au royaume de Bulgarie.

### Bedel-i nakdī
Le système d'exemption du Bedel-i nakdī a permis à de nombreux sujets aisés de ne pas être conscrits. La distribution socio-économique de l'Empire n'étant pas la même partout, l'armée de conscription ottomane resta une armée de paysans musulmans anatoliens.